# Delosperma brunnthaleri
Delosperma brunnthaleri är en isörtsväxtart som först beskrevs av Alwin Berger, och fick sitt nu gällande namn av Schwant. och Hans Jacobsen. Delosperma brunnthaleri ingår i släktet Delosperma, och familjen isörtsväxter. Inga underarter finns listade i Catalogue of Life.